# Prva slovenska nogometna liga 2009-2010
La Prva slovenska nogometna liga 2009-2010 (in lingua italiana: Primo campionato calcistico sloveno 2009-2010), abbreviata in 1. SNL 2009-2010, è stata la diciannovesima edizione della massima serie del campionato di calcio sloveno, disputata tra il 18 luglio 2009 e il 29 maggio 2010 e conclusa con la vittoria del Koper, al suo primo titolo.
Capocannoniere del torneo fu Milan Osterc (Gorica), con 23 reti.
Nel ranking UEFA 2009-10, la 1. SNL si piazzò al 35º posto (35º nel quinquennale 2005-2010).

## Stagione

### Novità
Il campionato presentò l'importante novità costituita dall'assenza dell'NK Primorje, retrocessa nella seconda divisione dopo 15 anni consecutivi nella massima divisione.
Ritornò nella PrvaLiga, dopo 5 anni di assenza per insolvenza, la squadra dell'Olimpija Lubiana.

### Formula
Le squadre partecipanti furono 10 e disputarono un doppio turno di andata e ritorno per un totale di 36 partite.
La squadra campione di Slovenia ha si qualificò alla UEFA Champions League 2010-2011, partendo dal secondo turno preliminare.
Le squadre classificate al secondo e terzo posto furono ammesse alla UEFA Europa League 2010-2011, partendo rispettivamente dal secondo e dal primo turno preliminare insieme alla vincitrice della coppa nazionale.
Retrocedette direttamente l'ultima in classifica, mentre la penultima disputò uno spareggio contro la seconda classificata della seconda divisione.

## Squadre partecipanti
| Squadra     | Città       | Stadio              | Stagione 2008-09 | Stagione 2008-09 |
| Squadra     | Città       | Stadio              | Pos.             | Divisione        |
| ----------- | ----------- | ------------------- | ---------------- | ---------------- |
| Maribor     | Maribor     | Stadion Ljudski vrt | 1°               | 1. SNL           |
| HIT Gorica  | Nova Gorica | Stadio Športni Park | 2°               | 1. SNL           |
| Rudar       | Velenje     | Stadio ob Jezeru    | 3°               | 1. SNL           |
| CM Celje    | Celje       | Arena Petrol        | 4°               | 1. SNL           |
| Domžale     | Domžale     | Športni park        | 5°               | 1. SNL           |
| Interblock  | Lubiana     | Stadion ŽŠD         | 6°               | 1. SNL           |
| Nafta       | Lendava     | Športni park        | 7º               | 1. SNL           |
| Luka Koper  | Capodistria | Stadio Bonifika     | 8°               | 1. SNL           |
| Labod Drava | Ptuj        | Mestni stadion      | 9º               | 1. SNL           |
| Olimpija    | Lubiana     | Stadio Stožice      | 1°               | 2. SNL           |

## Classifica
|                     | Pos. | Squadra              | Pt | G  | V  | N  | P  | GF | GS | DR  |
| ------------------- | ---- | -------------------- | -- | -- | -- | -- | -- | -- | -- | --- |
| Slovenia (bandiera) | 1.   | Koper                | 73 | 36 | 21 | 10 | 5  | 59 | 35 | +24 |
|                     | 2.   | Maribor              | 62 | 36 | 18 | 8  | 10 | 58 | 44 | +14 |
|                     | 3.   | Gorica               | 55 | 36 | 16 | 7  | 13 | 74 | 60 | +14 |
|                     | 4.   | Olimpia Lubiana (−2) | 53 | 36 | 16 | 7  | 13 | 51 | 33 | +18 |
|                     | 5.   | Celje                | 51 | 36 | 14 | 9  | 13 | 53 | 56 | −3  |
|                     | 6.   | Nafta                | 49 | 36 | 14 | 7  | 15 | 51 | 53 | −2  |
|                     | 7.   | Rudar Velenje        | 49 | 36 | 15 | 4  | 17 | 46 | 52 | −6  |
|                     | 8.   | Domžale              | 45 | 36 | 12 | 9  | 15 | 51 | 59 | −8  |
|                     | 9.   | Interblock           | 33 | 36 | 9  | 6  | 21 | 35 | 64 | −29 |
|                     | 10.  | Drava Ptuj           | 30 | 36 | 7  | 9  | 20 | 34 | 56 | −22 |
| Fonte: wildstat.com |      |                      |    |    |    |    |    |    |    |     |

Legenda:
      Campione di Slovenia e qualificato alla UEFA Champions League 2010-2011
      Qualificato alla UEFA Europa League 2010-2011.
  Partecipa allo spareggio.
  Retrocesso direttamente.
      Retrocesso in 2. SNL 2010-2011.
      Escluso dal campionato.
Regolamento:
Tre punti a vittoria, uno a pareggio, zero a sconfitta.
In caso di arrivo di due o più squadre a pari punti, la graduatoria viene stilata secondo la classifica avulsa tra le squadre interessate (= scontri diretti).
Olimpia Lubiana penalizzata di due punti per non aver disputato una partita nella 2. SNL 2008-2009.

### Spareggio
L'Interblock incontrò il Triglav, secondo in 2. SNL 2009-2010, con gare di andata e ritorno. Perse entrambi gli incontri e venne retrocesso.
| Arbitro: | Peter Šart |

|  |           |            |
|  | Marcatori | 63’ Dolžan |

| Arbitro: | Damir Skomina |

|                                 |           |  |
| Mišič 59’ Burgar 72’ Dolžan 74’ | Marcatori |  |

## Risultati
|                     | Cel  | Dom  | Dra  | Gor  | Int  | Kop  | Mar  | Naf  | Oli  | Rud  |
| ------------------- | ---- | ---- | ---- | ---- | ---- | ---- | ---- | ---- | ---- | ---- |
| Celje               | –––– | 2–3  | 1–0  | 2–0  | 3–1  | 0–1  | 2–1  | 2–2  | 1–1  | 0–4  |
| Celje               | –––– | 1–0  | 3–0  | 1–4  | 5–1  | 1–3  | 0–2  | 3–2  | 1–0  | 0–0  |
| Domžale             | 1–5  | –––– | 2–2  | 1–4  | 1–0  | 1–1  | 1–3  | 2–1  | 1–2  | 2–0  |
| Domžale             | 2–2  | –––– | 2–0  | 2–3  | 2–1  | 0–1  | 2–3  | 3–1  | 1–2  | 1–1  |
| Drava               | 0–1  | 2–1  | –––– | 1–1  | 1–1  | 1–3  | 0–2  | 1–2  | 0–3  | 1–0  |
| Drava               | 0–1  | 2–1  | –––– | 2–4  | 3–1  | 1–1  | 0–1  | 0–0  | 0–0  | 0–1  |
| Gorica              | 1–1  | 1–1  | 1–2  | –––– | 4–3  | 1–2  | 2–3  | 3–1  | 1–2  | 1–3  |
| Gorica              | 3–0  | 2–3  | 2–1  | –––– | 6–1  | 1–2  | 3–3  | 3–1  | 1–1  | 2–1  |
| Interblock          | 1–2  | 0–0  | 2–1  | 3–1  | –––– | 0–1  | 2–1  | 1–1  | 0–1  | 3–1  |
| Interblock          | 0–0  | 2–1  | 0–2  | 0–5  | –––– | 0–5  | 0–1  | 1–1  | 2–1  | 0–1  |
| Koper               | 1–0  | 0–1  | 0–0  | 1–1  | 2–1  | –––– | 1–3  | 3–1  | 2–1  | 2–2  |
| Koper               | 4–0  | 1–3  | 1–1  | 3–2  | 0–0  | –––– | 0–0  | 2–0  | 1–0  | 2–1  |
| Maribor             | 3–3  | 1–2  | 2–2  | 0–1  | 1–0  | 1–2  | –––– | 3–1  | 1–0  | 0–2  |
| Maribor             | 1–1  | 1–1  | 3–2  | 3–1  | 1–0  | 2–2  | –––– | 1–2  | 2–1  | 0–1  |
| Nafta               | 2–2  | 2–2  | 3–1  | 2–1  | 0–1  | 3–1  | 2–4  | –––– | 1–0  | 5–2  |
| Nafta               | 2–1  | 2–0  | 1–0  | 0–1  | 3–1  | 1–2  | 3–1  | –––– | 0–1  | 2–0  |
| Olimpia             | 4–2  | 3–1  | 3–0  | 1–1  | 1–3  | 0–1  | 0–1  | 2–0  | –––– | 0–1  |
| Olimpia             | 1–3  | 1–1  | 2–0  | 5–0  | 2–0  | 3–1  | 1–1  | 0–0  | –––– | 0–1  |
| Rudar               | 2–0  | 4–1  | 0–3  | 0–3  | 2–1  | 2–2  | 1–0  | 2–0  | 0–3  | –––– |
| Rudar               | 3–1  | 0–2  | 4–2  | 2–3  | 1–2  | 0–2  | 0–2  | 0–1  | 1–3  | –––– |
| Fonte: wildstat.com |      |      |      |      |      |      |      |      |      |      |

## Statistiche

### Classifica marcatori
| Gol                |  |  | Giocatore         | Squadra |
| ------------------ |  |  | ----------------- | ------- |
| 23                 |  |  | Milan Osterc      | Gorica  |
| 15                 |  |  | Dragan Jelič      | Maribor |
| 12                 |  |  | Mitja Brulc       | Koper   |
| 12                 |  |  | Dalibor Volaš     | Nafta   |
| 11                 |  |  | Dalibor Radujko   | Koper   |
| 11                 |  |  | Miran Pavlin      | Koper   |
| 11                 |  |  | Goran Cvijanovič  | Gorica  |
| 10                 |  |  | Marcos Tavares    | Maribor |
| 10                 |  |  | Slaviša Dvorančič | Celje   |
| 10                 |  |  | Ivan Brečević     | Gorica  |
| Fonte: prvaliga.si |  |  |                   |         |